# 腦科學計畫
腦科學计划（BRAIN Initiative），是由奥巴马政府于2013年4月2日宣布的一项合作性、公私合营的研究计划，其目的在於支持創新技術的開發和應用，從而對腦功能有動態的理解。     
這項活動是重大挑戰，目的在於徹底改變我們對人腦的理解 ，由白宫科学技术政策办公室（OSTP）发起 ，是白宫神经科学计划的一部分。 受人类基因组计划启发，BRAIN打算協助研究人员揭開脑部疾病的神祕面紗，例如阿尔茨海默氏症、帕金森氏症、抑郁症和創傷性腦傷 （TBI）。 
BRAIN的参与者及该计划的成员包括DARPA和IARPA，以及众多美国、澳大利亚、加拿大和丹麦的私人公司、大学和其他组织。

## 背景
“腦科學计划”受到了许多因素影响，这些影响可以追溯到十年前，包括：在美国国立卫生研究院(NIH)的计划会议，该会议產生了NIH的神经科学研究蓝图； 在国家科学基金会（NSF）举办的关于认知 、神经科学和融合科学的研讨会，該研讨会报告了像是2006年的「思维和大脑的巨大挑战」； 国家研究委员会和医学研究所神经科学与神经系统疾病论坛的报告，像是在2008年6月25日关于神經科學大挑戰的研討會報告「从分子到思维：21世纪的挑战」；再加上多年來科學家和專業協會的研究報告，還有國會對此議題的興趣。 
一项重要的活动是「大脑活动图譜计划」。 2011年9月，卡夫里基金会（Kavli Foundation）的分子生物学家Miyoung Chun，于伦敦组织了一次会议，科学家首次提出了这一计划的想法。   在随后的会议上，来自美国政府实验室的科学家，包括科学技术政策办公室成员，霍华德·休斯医学研究所和艾伦脑科学研究所的科学家，以及Google、微軟和高通的代表，都讨论了实现這項政府主導计划的可能性。 
其他影响還包括：由NSF生物科学的助理主任James L. Olds领导的跨学科「心智的十年」计划， 以及在DARPA由杰弗里·灵 （ Geoffrey Ling）领导的「義肢革新计划」(Revolutionizing Prosthetics)，並曾於2009年4月的60分钟節目中播出

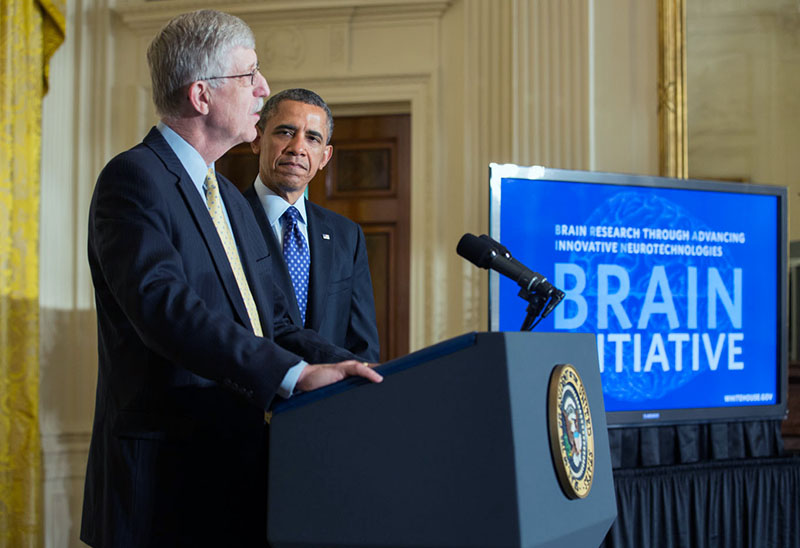
美國國立衛生研究院主任弗朗西斯·柯林斯博士和巴拉克·奧巴馬總統宣布了“腦科學计划”

## 实验方法
新闻报道称，这项研究将绘制老鼠和其他动物神经元活动的动态图，最终绘制出人脑中数百亿神经元的图谱。 
在2012年的科学评论中，概述了一个更受限项目的实验计划，Alivisatos等人提出了各種特定實驗技術，可以用來實現所謂「功能连接組」以及过程中必须开发的新技术。  他们指出，由于秀丽隐杆线虫的神经回路相对简单，因此可能先对其进行研究，然后对果蝇进行研究。中期研究可以在斑马鱼 ， 老鼠和小臭鼩中进行，而研究最终将在灵长類和人类中进行。 他们擬議發展可以用作电压传感器 （可检测单个动作电位）的纳米颗粒，以及可用作电生理多电极阵列的纳米探针。特别是，他们提倡使用无线、非侵入性的神经元活动检测方法，或利用微电子超大规模集成電路 ，或是基于合成生物学而非微电子技术。 其中有個方法建議，酶促使产生的DNA可作為神经元活动的“滴定磁帶記錄” ，這是基于钙离子所诱导的DNA聚合酶编码错误 ，其数据将透過大规模计算进行分析和建模。 另一项相关技术則建議，使用高通量DNA测序技术來快速绘制神经连通性的图谱。 

### 時間軸
工作组在2014年提出的時間軸是： 
- 2016–2020：技术开发和验证
- 2020年至2025年：以整合的方式应用这些技术，以取得有关大脑的基础性新发现

## 反应
科学家们对该计划提出了不同的看法。 神经科学家John Donoghue表示，该项目将填补神经科学研究在兩個方面之間的空白，一方面是使用fMRI等方法在大脑区域水平进行活动测量，另一方面是在单细胞紀錄水平进行测量。  然而，心理学家埃德·沃尔（Ed Vul）對此表示擔憂，他認為這項計劃將會分散个人研究者的研究资金。 神经科学家唐纳德·斯坦因（Donald Stein）表示担心，在确切知道要测量的内容之前，先将钱花在技术方法上是错误的。  相反，物理学家迈克尔·鲁克斯 （ Michael Roukes）則認為，纳米技术的方法已经变得足够成熟，到了可以繪製大脑活动图譜的合适时机。 神经科学家RodolfoLlinás在第一次洛克菲勒会议上宣布：“這裡所發生的一切是偉大的，我從未見過神經科學領域在一個如此光榮的目標下如此團結。” 
这個项目面临巨大的后勤挑战。 神经科学家估计，该项目每年将产生300EB的数据，这是一个重大的技术障碍。 現在可用的高分辨率脑活动监测器大多是有限度地使用，這是因为必须打开颅骨，以外科方式将监测器植入。该计划與过去政府主导的大规模研究工作有著相似之處，包括人类基因组图譜、登月航行和原子弹计划。

## 扩展阅读
1. doi:10.1038/s41592-018-0210-0 "The impact of the NIH BRAIN Initiitve", Nature Methods editorial, November 2018.